# Marie Bernhard Haas
Marie Bernhard August Haas (* 24. August 1844 in Barr; † 31. März 1919 in Oberbruck) war ein deutsch-französischer Mediziner, Politiker und Mitglied des Deutschen Reichstags.

## Leben
Haas besuchte das Gymnasium in Metz und die Universität Straßburg. Von 1869 bis 1873 war er Arzt in Saargemünd und danach in Metz.
Ab 1893 war er Mitglied des Deutschen Reichstags für den Wahlkreis Reichsland Elsaß-Lothringen 14 (Metz), bis er das Mandat am 18. Oktober 1895 niederlegte.